# 파차노
파차노(이탈리아어: Paciano)는 이탈리아 움브리아주 페루자도에 있는 코무네다. 페루자에서 남서쪽으로 30km 거리에 위치해있다.